# Shaykh Abdalqadir as-Sufi al-Murabit
Abdalqadir as-Sufi al-Murabit (nato Ian Neil Dallas; Ayr, 1930 – Città del Capo, 1º agosto 2021) è stato il fondatore e leader di un movimento politico detto dei Murabitun, che si apparenta alla confraternita (tariqa) sufi Darqawiyya (a sua volta derivata dalla Shadhiliyya).

## Biografia
Ha scritto due romanzi, The Book of Strangers (1972, che narra, in forma di fiction, il suo accostarsi al sufismo) e The Ten Symphonies of Gorka Konig: a fictional textbook (1989), tre testi teatrali ed uno studio filosofico, New Wagnerian.
La sua attività si svolse anche in ambito televisivo:
- Nel 1956 scrisse, insieme a Constance Cox un adattamento televisivo del romanzo Jane Eyre, di Charlotte Brontë
- Nel 1957 fu autore di Joyous Errand, sceneggiato di genere mistery in 6 episodi per la BBC
- Nel 1959 collaborò alla scrittura di molti episodi della serie televisiva "Glencannon"
- Nel 1965 interpretò sé stesso in un episodio di Not So Much a Programme, More a Way of Life
- Nel 1966 adattò per la televisione A Hero of Our Time, dal romanzo Un eroe del nostro tempo di Lermontov

Nel 1963 interpretò il ruolo di Maurice, l'artista in frac, amico di Guido, che dirige il famoso carosello finale del film  "8½" di Federico Fellini. Con il regista riminese condusse inoltre un'intervista per la BBC nel 1966: Familiar Spirits: An Interview With Federico Fellini.
Sembra che, sempre negli anni '60, frequentando Eric Clapton, abbia fatto conoscere a quest'ultimo le vicende di Layla e Majnun, che gli avrebbero poi ispirato Layla, una delle sue canzoni più celebri. 	
A partire dalla sua conversione all'Islam nel 1963, ad opera dell'Imam della moschea Qarawwiyn di Fez, Shaykh Abdalqadir as-Sufi ha cominciato a raccogliere intorno a sé dei discepoli, creando diverse comunità prima in Gran Bretagna e poi in Europa, Asia, Africa e America. Agli inizi si trattava di comunità Darqawi, ma a partire dagli anni '80 rinominò il movimento di cui era a capo Movimento Islamico Murabitun, impegnato nella propagazione dell'Islam, nella lotta all'usura e nel ristabilimento del tradizionale sistema monetario aureo.
Il suo Idhn (autorizzazione) proviene da due shaykh: il marocchino Shaykh Muhammad ibn al-Habib, il suo primo maestro, che gli conferì il titolo di Muqaddim (rappresentante) in Occidente, e Shaykh Muhammad al-Fayturi Hamudah, diretto rappresentante della tariqa Alawiyya in Libia.
Lo Shaykh risiede attualmente in Sudafrica.
Tra i testi da lui pubblicati nel corso degli ultimi 30 anni:
- The Way of Muhammad (traduzione italiana al sito: )
- Indications From Signs
- The Hundred Steps (traduzione italiana al sito: )
- Qur'anic Tawhid
- Letter to An African Muslim
- Letter to An Arab Muslim
- Kufr - An Islamic Critique
- Root Islamic Education
- For the Coming Man
- The Book of Tawhid
- The Return of the Khalifate
- The Technique of the Coup de Banque (traduzione italiana al sito: )

Nel 2001 la "Science University" di Penang, Malaysia gli ha conferito una laurea ad honorem in letteratura per il complesso dei suoi scritti. Nel 2005 sono stati pubblicati i suoi Collected Works. Nel 2006 ha pubblicato un libro di teoria politica intitolato The Time of the Bedouin.